# La Pellerine (Mayenne)
 La Pellerine  es una población y comuna francesa, en la región de Países del Loira, departamento de Mayenne, en el distrito de Mayenne y cantón de Ernée.

## Demografía
| 303 | 288 | 296 | 327 | 321 | 291 |
| Para los censos de 1962 a 1999 la población legal corresponde a la población sin duplicidades (Fuente: INSEE [Consultar]) |     |     |     |     |     |